# Lakhna
Lakhna is een nagar panchayat (plaats) in het district Etawah van de Indiase staat Uttar Pradesh. 

## Demografie
Volgens de Indiase volkstelling van 2001 wonen er 10.452 mensen in Lakhna, waarvan 52% mannelijk en 48% vrouwelijk is. De plaats heeft een alfabetiseringsgraad van 69%. 